# Нушиак, Лоредана
Лоредана Нушиак (урождённая Лоредана Каппеллетти, 3 мая 1942 — 12 июля 2006) — итальянская актриса и модель.
Лоредана Каппеллетти родилась в Триесте, в 1942 году. Ещё будучи старшеклассницей, выиграла конкурс красоты «Мисс Триест». После дебюта в фильме Трудная жизнь (1961), добилась некоторой популярности, благодаря ролям в жанровом кино, включая такие фильмы, как  L’uomo che viene da Canyon City (1965) и культовый спагетти-вестерн Джанго (1966). Затем в её актёрской карьере произошёл спад, и в 1970-х Нушиак снялась всего в четырёх фильмах. Кроме кино активно снималась для фотокомиксов.
Лоредана Нушиак умерла от неизлечимой болезни в своем родном городе Триесте в 2006 году. После неё остался муж, бывший актёр Джанни Медичи.